# Sande Stojčevski
Sande Stojčevski (Studena Bara kraj Kumanova, 16. rujna 1948.), pjesnik, esejist, književni kritičar, polemičar, antologičar, prevoditelj i nakladnik.

## Životopis
Gimnaziju pohađa u Celju i Skoplju, a književnost diplomira na Filološkom fakultetu Univerziteta “Kiril i Metodij” u Skoplju (1974.). Bio je novinar i urednik na Makedonskom radiju, te glavni i ogovorni urednik i direktor nakladničke kuće “Makedonska kniga” (Skoplje) i glavni urednik književnog časopisa “Stremež” (Prilep). Neko je vrijeme bio profesionalni književnik. Trenutačno je urednik nakladničke kuće “Misla” (Skoplje) i urednik u prilepskom “Stremežu”, a zaposlen u Nacionalnoj i univerzitetskoj biblioteci “Sv. Kliment Ohridski” u Skoplju. 
Stojčevski se pisanjem počeo baviti u ranoj mladosti. Prve pjesme objavljuje u omladinskim i studentskim glasilima koncem šezdesetih. Početkom sedamdesetih na velika vrata ulazi u makedonsku književnost pjesničkom knjigom “Kralj labudova” (“Kralot na lebedite”, 1972.) za koju dobiva prestižnu nagradu “Kočo Racin”. Pripada snažnom plimnom valu tzv. četvrte generacije makedonskih književnika (uz Katicu Ćulavkovu, Blagoju Risteskoga - Platnara, Trajče Krsteskog, Alda Klimana, Vase Mančeva i drugih) koji su tijekom sedamdesetih godina makedonsku književnu scenu razgibavali i osvajali osebujnim intelektualističkim i inovativnim poetskim, proznim i kritičko-teoretskim konceptima.
Uz visoke pjesničke domašaje na makedonskom književnom standardu, Stojčevski prvi u suvremenoj makedonskoj književnosti, nasuprot ranijim skromnim pokušajima drugih pjesnika s dijalektalnim i regionalnim samo na razini leksika, afirmira dijalekt kao jezik književnosti. Prvi pokušaj sredinom sedamdesetih s objavljivanjem pjesme “Utjeha” na kumanovskom dijalektu u zbirci “Fenjeri u magli” nailazi na urednički otpor i ne dobiva zeleno svjetlo, da bi ubrzo nakon toga njegove pjesme na kumanovskom dijalektu zauzele važno mjesto u modernoj makedonskoj poeziji, otvarajući prostor i drugim dijalektalnim pjesnicima (Liljana Čalovska, Risto Jačev). Stojčevski je na kumanovski dijalekt preveo i Brešanovu “Predstavu Hamleta u selu Mrduša Donja” čija je praizvedba u selu Studena Bara doživjela velik uspjeh, a zatim je s jednakim uspjehom izvođena diljem Makedonije.
Sande Stojčevski zastupljen je u makedonskim lektirnim izdanjima te u reprezentativnim izborima i antologijama u Makedoniji i inozemstvu. O njegovom književnom radu napisana je opsežna kritička literatura iz koje treba izdvojiti monografisku studiju Miodraga Drugovca “Tragač, čestar i jezgra. Poezija i kritika Sande Stojčevskog” (“Tragačot, čestakot i jatkata. Poezijata i kritikata na Sande Stojčevski”, “Misla”, Skoplje, 1997.) i njemu posvećeni tematski broj književnog časopisa “Stremež” (1-2, 1993.). 
Sande Stojčevski živi i stvara u Skoplju.

### Pjesničke knjige
- “Kralj labudova” („Кралот на лебедите”, Skoplje, 1972.), pjesme,
- “Fenjeri u magli” („Фенери ниэ маглата”, Skoplje, 1977.), pjesme,
- “Zlatna grana” („Златна гранка”, Skoplje, 1980.), pjesme,
- “Večernja” („Вечерна”, Skoplje, 1985.), pjesme,
- “Abor gora” („Наша книга”, Skoplje, 1987.), pjesme,
- “Lov na blijesak” („Лов на блесок”, Skoplje, 1990.), pjesme za djecu i mladež,
- “Zaljev pred jasnim” („Залив пред јасното” Skoplje, 1990.), pjesme,
- “Kuboa” („Кубоа”, Skoplje, 1993.), pjesme,
- “Jesen u svemiru” („Есен во вселената”, Skoplje, 1991.), pjesme za djecu i mladež,
- “Kraljica s korice” („Кралицата од корицата”, Skoplje 1994,), pjesme za djecu i mladež,
- “Skald” („Скалд”, Skoplje, 1995.), pjesme,
- “Vrh” („Врв”, Prilep, 1996.), pjesme,
- “Ravno vrijeme” (“„Рамно време”, 1996.), pjesme na audio kazeti (Makedonski radio)
- “(Z)aum” („(З)аум”, Skoplje, 1999.), poema,
- “Pčelinjak” („Трмка” Skoplje, 2001.), pjesme
- “Krhka je pređa svijet” („Сипкава преѓа е свет”, Skoplje, 2002.), pjesme

### Izbori
- “Glavnja” (“Glamja”, Skoplje, 1989.), izabrane pjesme,
- “Veliko slovo” (“Golemata bukva”, Skoplje, 1994.), izabrane pjesme,
- “Jagorida” (“Jagorida”, Skoplje, 1998.), izabrane pjesme

### Eseji i književne kritike
- “Uzbuđenje jezgre” (“Vozbudata na jadroto”, Prilep, 1982.), hermeneutički eseji,
- “Velika pobuda” (“Golemata pobuda”, Skoplje, 1988.), eseji i književne kritike,
- “Radost čitanja” (“Radosta od čitanjeto”, Skoplje, 1991.), eseji,
- “Obilje praznine” (“Izobilstvo na prazninata”, Skoplje, 1993.), književne kritike,
- “Pohvala razgovoru” (“Pofalba na razgovorot”, Skoplje, 1994.), eseji i književni razgovori,
- “Strah od tišine” (“Strav od tišinata”, Skoplje, 1995.), književna kritika,
- “Savršenstvo ili savršenstvo” (“Sovršenstvo ili sovršenstvo”, Skoplje, 1997.), poetološki eseji,
- “Velika lirska pjesma” (“Velikata lirska pesna”, Skoplje, 1999.), eseji,
- “Opsada zagonetke” (“Opsada na zagatkata”, Skoplje, 2002.), književne kritike

### Knjige na drugim jezicima
- “Abor gora” (Rijeka, 1987.), izbor pjesama na hrvatskom jeziku (priredio, prepjevao i pogovorom popratio Aldo Kliman),
- “Poezia despot”  (“Pjesma despot”; “Editura Orient-occident”, Bucureşti, 1993.), izbor pjesama na rumunjskom jeziku (priredio i prepjevao Jon Dumitru),
- “A gate in the Cloud” (“Vrata u oblaku”; Detska radost – Makedonska revija, Skoplje, 1993.), izbor pjesama na engleskom jeziku (prepjevali: Dragi Mihajlovski i David Bowen)
- “Sözün özü” (“Magija riječi”; “Tekin yayinev” i, Istanbul,1995.), izbor pjesama na turskom jeziku (izabrao i prepjevao Suat Engüllü),
- “Mateno” (“Jutro”, 1995.), izbor pjesama na esperantu,
- “Videlo” (Beograd-Smederevo, 1999.), izbor pjesama na srpskom jeziku (priredio i prepjevao Risto Vasilevski)

### Posebna izdanja
- “Ni dan bez gljiva” (“Ni den bez gabi”, Skoplje, 1991.),  knjiga o prirodi i vedrini (eseji o gljivama i gljivarstvu)

### Antologije
- “Makedonska književnost u književnoj kritici I-V” (“Makedonskata kniževnost vo kniževnata kritika I-V”, Skoplje 1973-1975., zajedno s Aldom Klimanom, Vele Smilevskim i Rade Siljanom),
- “Probljesci noumena” (“Problesoci na noumenot”, Prilep, 1981.), antologija suvremene makedonske poezije,
- “Treptaji u žednom pijesku” (“Trepeti vo žednata pesok”, Skoplje, 1990.), antologija ljubavne lirike,
- “Učini čudo za mene” (“Napravi čudo za mene”, Skoplje 1990.), antologija ljubavne lirike

### Prepjevi
- Tadeusz Novak: “Psalmi” (1987.), prepjevi prema proznom predlošku Petra Nakovskog s poljskog jezika,
- Ljubomir Stefanović: “Nož e pesnata” (“Pjesma je nož”, Skoplje, 1990.),
- “Srede more bela ruža” (“Usred mora bijela ruža”, Skoplje, 2002,), antologija albanske poezije (u suradnji s Vesnom Acevskom, prepjevi prema proznom predlošku Xabira Ahmetija)

## Nagrade
- “Kočo Racin” (1972.),
- “Grigor Prličev” (1998.),
- “Dimitar Mitrev” (1999.),
- “Braca Miladinovi” (2001.)

## Vanjske poveznice
- www.blesok.com.mk Biografija na eng. jeziku  Arhivirana inačica izvorne stranice od 28. rujna 2007. (Wayback Machine)